# Samuel Berner
Samuel Berner (né en électorat de Saxe - décédé le 10 août 1759 à Siuntio) est un maçon et architecte finlandais d'origine allemande.

## Biographie
Au XVIIIe siècle, il construit des bâtiments dans différentes villes de Finlande et historiquement on le considère comme le premier architecte finlandais. 

## Ouvrages
- Ancien bâtiment et entrepôt des douanes maritimes
- église de Piikkiö
- Ancienne mairie de Turku
- Maison du commandant, Loviisa[2]
- Maison Sederholm[3]

## Galerie

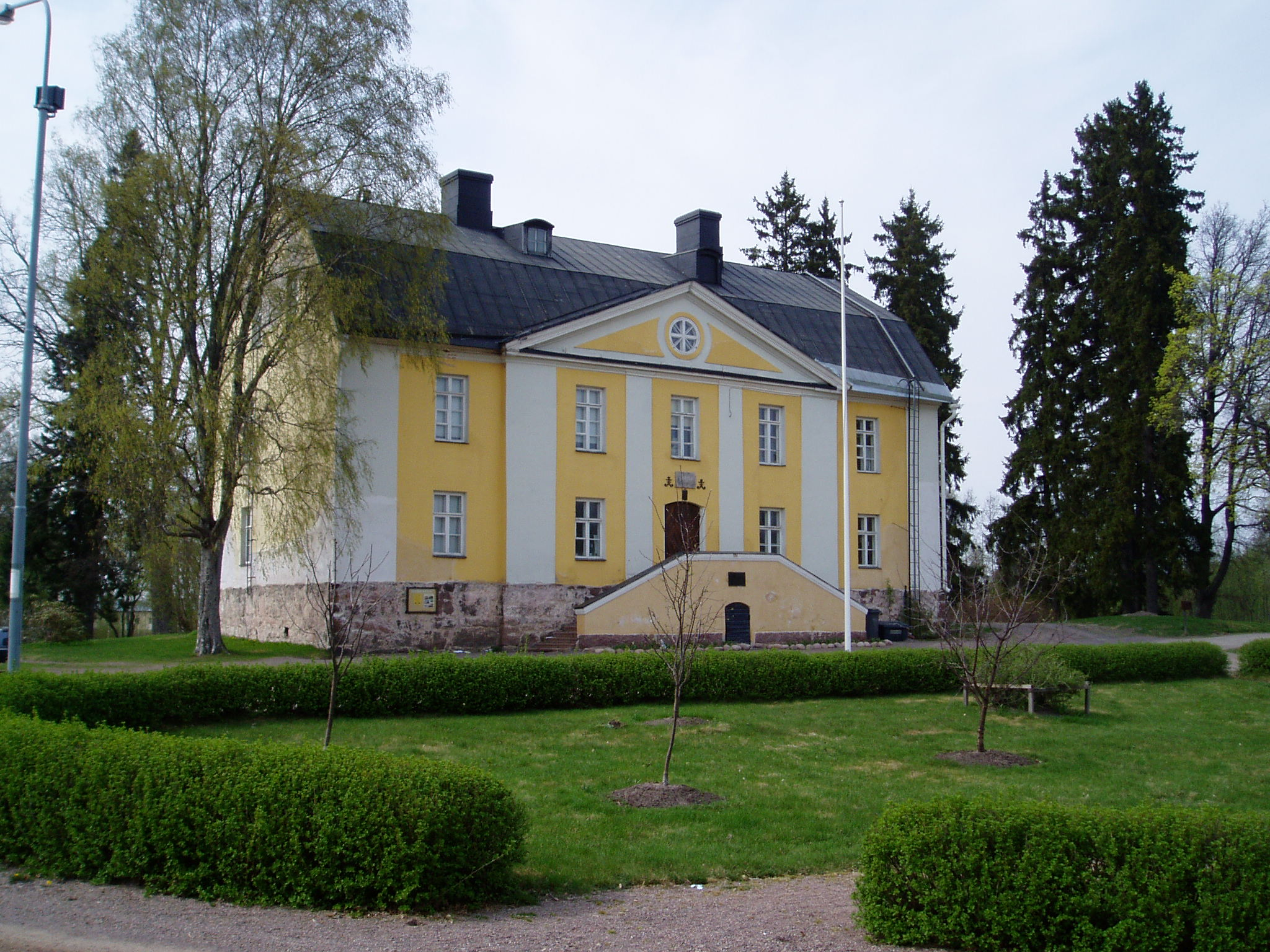
maison du commandant
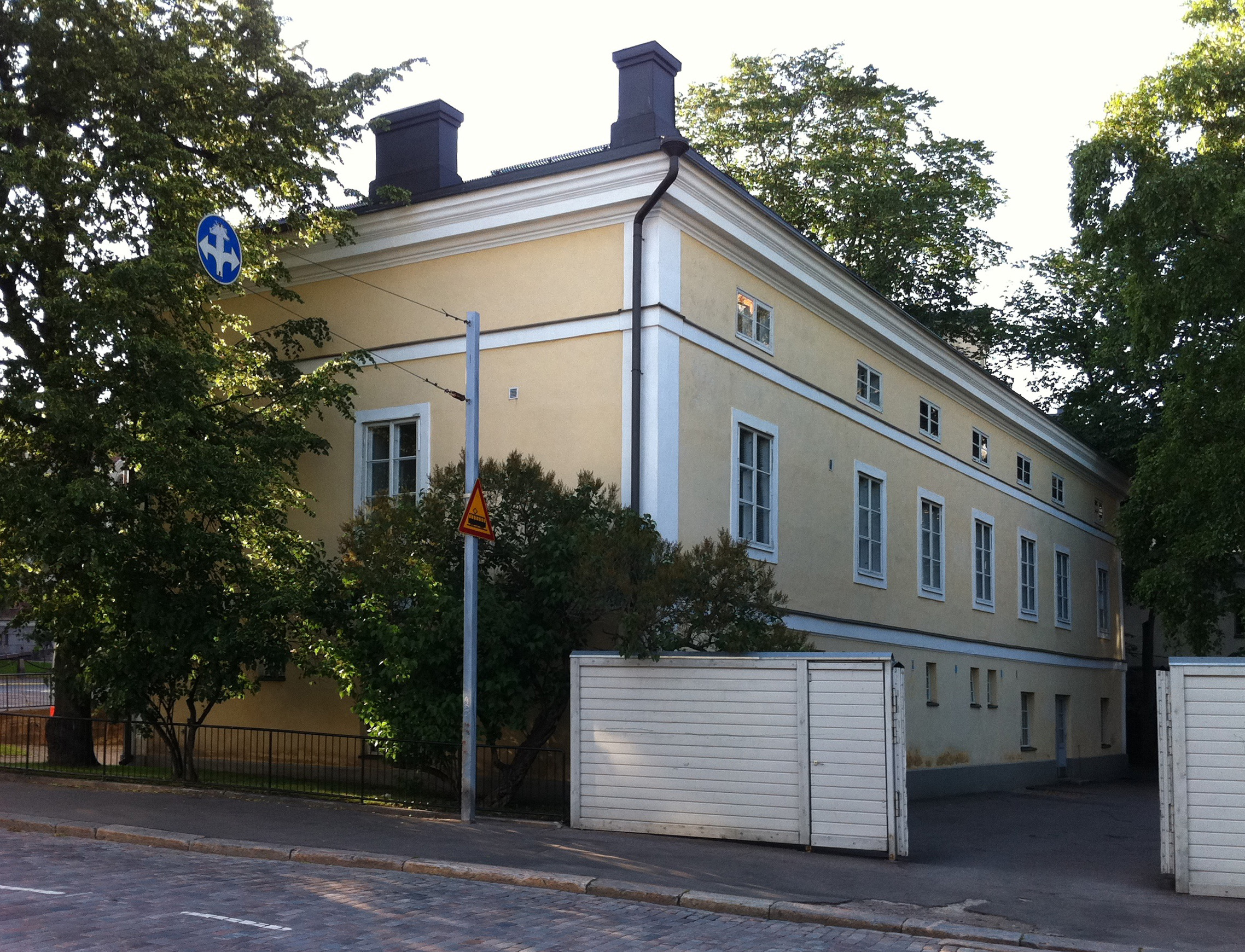
Ancien bâtiment et entrepôt des douanes maritimes
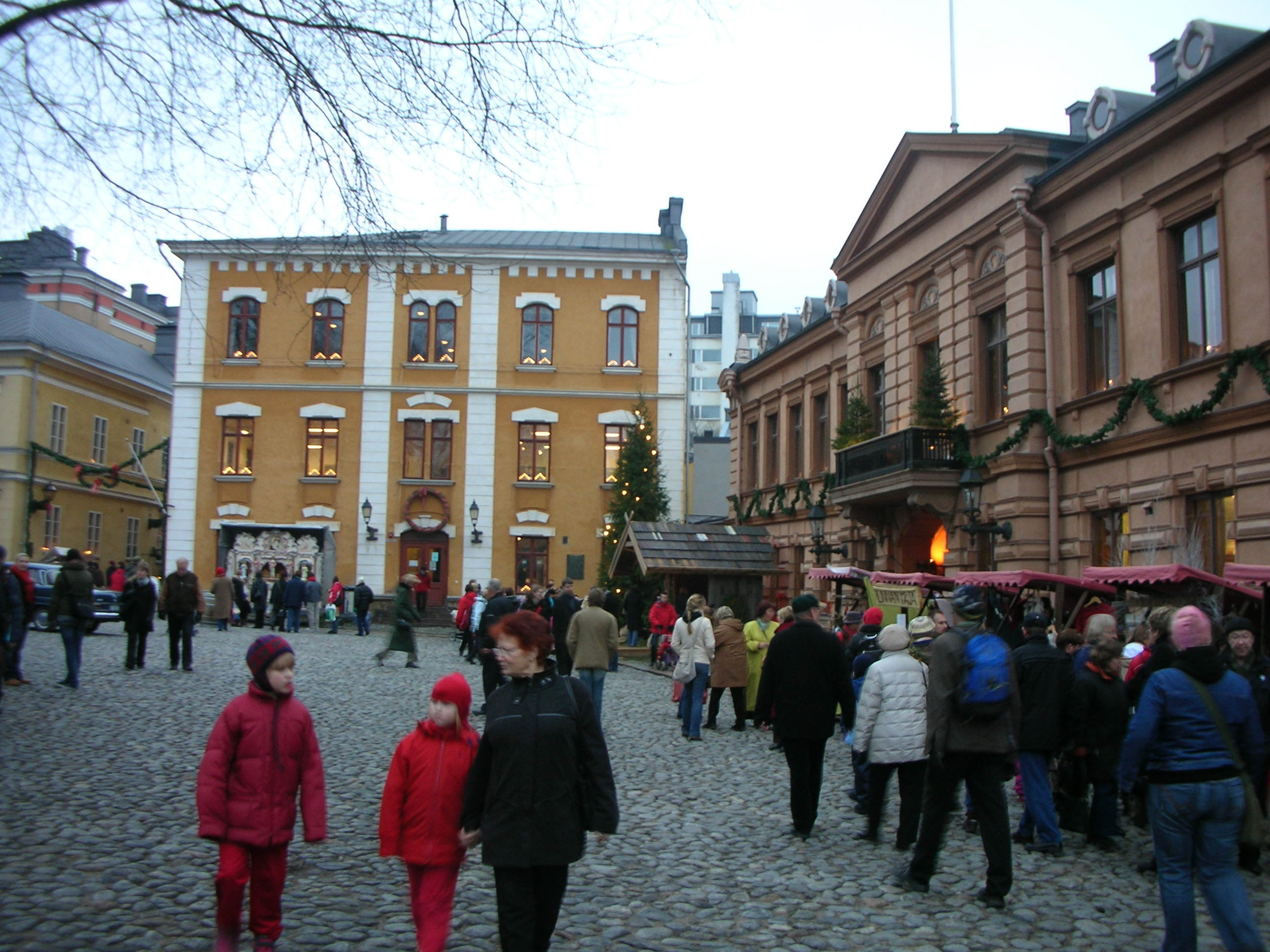
Ancienne mairie de Turku
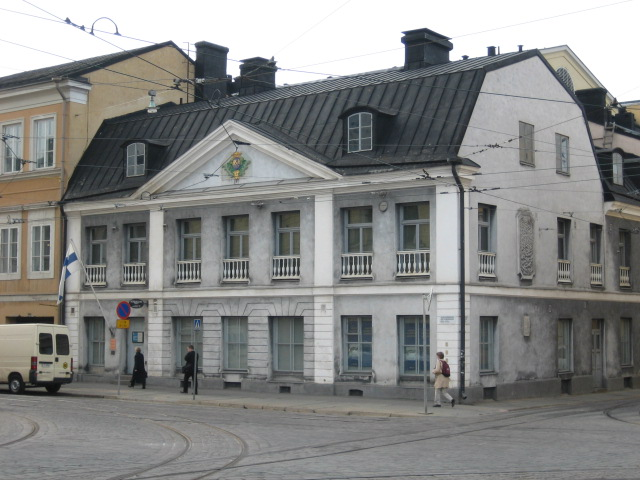
Maison Sederholm